# 石井桃子
石井 桃子（いしい ももこ、1907年3月10日 - 2008年4月2日）は、日本の児童文学作家・翻訳家。位階は従四位。日本芸術院会員。
「くまのプーさん」「ピーターラビットのおはなし」「うさこちゃん」といった数々の欧米の児童文学の翻訳を手がける一方、絵本や児童文学作品の創作も行い、日本の児童文学普及に貢献した。

## 来歴・人物
埼玉県北足立郡浦和町（後の浦和市、現：さいたま市）常盤に兄1人姉4人のきょうだいの末っ子として生まれる。生家は旧中山道沿いで金物店を営む旧家だった。父は小学校教師を経て友人と銀行を興し、浦和商業銀行の支配人をつとめていた。
1913年4月、埼玉県立女子師範附属小学校（現在の埼玉大学教育学部附属小学校）入学。当時としては珍しい学級文庫で巖谷小波の『世界お伽噺』などを楽しむ。1919年3月、同校卒業。同年4月、埼玉県立浦和高等女学校（現在の埼玉県立浦和第一女子高等学校）入学。1923年3月、同校卒業。1924年4月、日本女子大学校（現日本女子大学）入学。在学中から、菊池寛のもとで外国の雑誌や原書を読んでまとめるアルバイトをする。1928年3月、同英文学科卒業。仕事で知り合った犬養健と親しくなり、1929年信濃町の犬養家の書庫整理に従事する。1930年から1933年まで文藝春秋社に勤め（同編集部に桔梗利一）、永井龍男のもとで『婦人サロン』『モダン日本』などを編集した。
1933年、犬養家でクリスマスイブに『プー横丁にたった家』の原書"The House at Pooh Corner"（西園寺公一から犬養道子や犬養康彦へのプレゼントだった）と出会い、感銘を受け、道子や康彦や病床の小里文子のためにプーを少しずつ訳し始める。
1934年6月から1936年6月まで新潮社に勤務し、吉野源三郎や山本有三らと『日本少国民文庫』の編集にあたった。1938年から荻窪に住む。同年、犬養家の書庫を借りて児童図書館・白林少年館を開設し、1940年11月には白林少年館出版部を創設、紙不足に苦しみつつ『たのしい川邊』（ケネス・グレアム作、中野好夫訳）を刊行。同年12月、吉野の紹介により、岩波書店から『クマのプーさん』を翻訳出版。しかし、時局の軍国主義化に伴って白林少年館は1941年に閉館を余儀なくされ、出版部も同年1月に刊行した『ドリトル先生「アフリカ行き」』（ヒュー・ロフティング作、井伏鱒二訳）を最後に事業を停止した。
1942年、初めての創作『ノンちゃん雲に乗る』の執筆を開始。食糧難から、1945年8月15日、宮城県栗原郡鶯沢村（現在の栗原市）で友人と共に開墾・農業・酪農を始める。しかしやがて酪農組合の資金難に悩むようになり、岩波で『世界』編集長となった吉野や小林勇から再三編集の仕事を勧められたこともあり、1947年に上京を決意。1950年岩波書店に入社し、『岩波少年文庫』の企画編集に携わる。

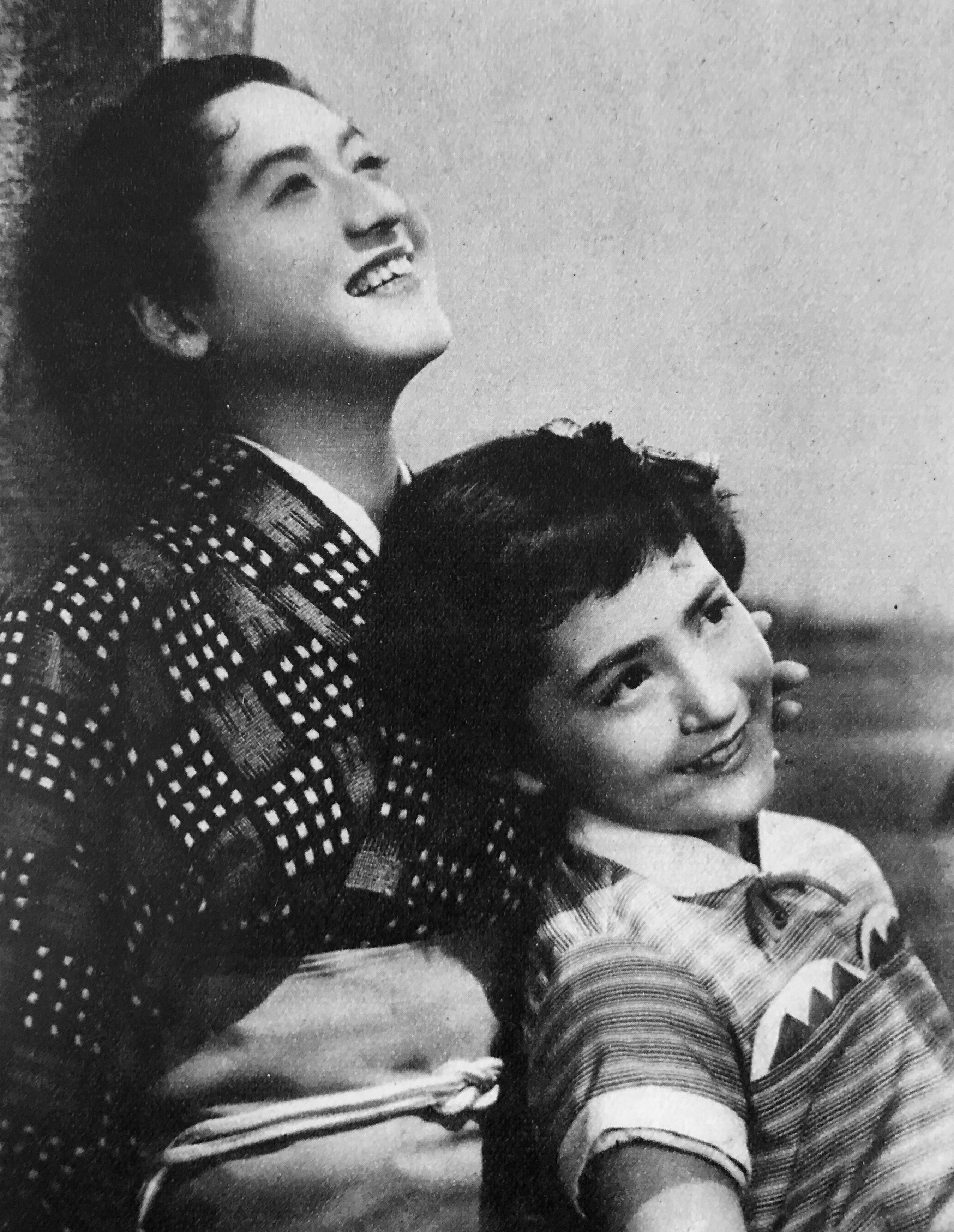
映画化された『ノンちゃん雲に乗る』（1955年）

1951年に藤田圭雄の紹介で光文社から刊行した『ノンちゃん雲に乗る』が第1回芸術選奨文部大臣賞を受け、ベストセラーとなり、1955年に鰐淵晴子主演で映画化される。
戦後児童文学界における業績を高く評価され、1954年、菊池寛賞受賞。同年、内藤濯に「おもしろいから」と勧めて訳させた『星の王子さま』を岩波書店から刊行した。また、坂西志保の勧めでロックフェラー財団研究員として海外留学を決意。1954年5月に岩波書店を退社し、同年8月横浜港から渡米。船上で西川正身と知り合う。1955年6月、ヨーロッパを経て同年9月に帰国。
1957年、家庭文庫を始めていた村岡花子や土屋滋子たちと「家庭文庫研究会」を結成（1964年に解散）。1958年、荻窪の自宅の一室に児童図書室・かつら文庫を開く。この文庫の一番乗りはロックフェラー財団つながりで交友があった阿川弘之の長男尚之だった。続いて長女佐和子も同文庫に通うようになる。この取り組みはのちに『子どもの図書館』（1965年）にまとめられ、公共図書館への児童室の設置、民間の家庭文庫・地域文庫の普及に大きな影響を与えた。
1961年9月から北米とヨーロッパを旅行。同年11月、英国でエリナー・ファージョンと会う。1972年]カーネギー＝グリーナウェイ・メダル授賞式に出席するため英国を訪問。1974年1月、盟友の松岡享子と約3年前から設立の準備を進めていた東京子ども図書館を設立する。
1984年、第1回子ども文庫功労賞（伊藤忠記念財団）を受賞。1993年、日本芸術院賞受賞（子どもの本の世界における長年の貢献と業績に対して）。1995年、約8年がかりの自伝的長篇小説『幻の朱い実』上・下（1994年、岩波書店）で読売文学賞受賞。1996年、石井桃子奨学研修助成金（東京子ども図書館）が始まる。1997年7月、NHKテレビ『ETV特集 21世紀の日本人へ』に出演。同年12月、芸術院会員となる。1998年9月、『石井桃子集』全7巻（岩波書店）の刊行が始まる（1999年3月に完結）。
2008年、2007年度朝日賞受賞。同年4月2日、老衰にて101歳で死去。叙従四位・授旭日中綬章。生涯独身。

## 太宰治との出会い
石井は1940年、『新潮』5月号の『走れメロス』で、初めて太宰治の名を知った。以前イギリスの本で読んだ『走れメロス』のモチーフであるメロスとセリヌンティウスの逸話に石井は感激したのだが、そのことを知人に話すと「きみ、そんな話、ほんとうにあるかね」と水をさされたことがあった。そのため、太宰の作品でこの逸話がモチーフとなり「ほんとうにうれしく思った」という。同年、井伏鱒二の家で太宰と偶然同席した石井は太宰から「ちょっとつかみどころもないほどやわらかい感じの、私には少年のように若々しく思えた人」という印象を受けた。井伏によると、「それから後は当分の間、太宰は桃子さんにあこがれるやうになつてゐた」という。あるとき石井が自宅の庭にある白樺の木を薪にするため奮闘していると、その姿を井伏に目撃された。井伏がその時のことを太宰に話すと、「素敵ですね」「いつぺん桃子さんのところに、僕を連れてつてくれませんか。でも、僕は他意ないんだがなあ」と太宰は言った。井伏によると、太宰は石井を念頭に置いて「僕は恋愛してもいいですか」と井伏に相談し、井伏から「そんなことは君の判断次第ぢやないか」と返答され、「やつとそれで安心した」と言ったことがあるという。後に井伏は「太宰君がね、あなたのこと、あの人、えらい人ですねって言ってましたよ」と伝え、石井を笑わせた。酒を飲まない石井の家にベルモットがあることを知った井伏が太宰を連れて石井宅を訪問したこともあった。戦後まもなく石井が宮城県で農業を営んでいた頃、井伏への手紙のついでに「太宰さんも東北ですね」と書いたところ、当時青森県の実家に身を寄せていた太宰の住所を井伏から知らされた。しかし農業に忙殺されていた石井は太宰に連絡を取ることができなかった。
1948年に太宰が情死した後、石井は井伏から話を持ち出されないのに太宰の噂話をし、主に太宰の小説について印象を語った。そのとき井伏は「この女性が、太宰のあこがれてゐたのを意識して話してゐるものと解釈した」。そこで井伏が「『すつぱりして、気持ちのいい男でしたね』と云ふと、『ほんとよ、いい人でしたわ』と桃子さんは、わが意を得たといふやうに答へた」。一方、石井は井伏に向かって「友情って、結局、そこまでは繋ぎとめられないものなんですね」と責めるように言ったとも回想している。そのとき井伏は「太宰君、あなたがすきでしたね」と言ったため、石井は驚いて「『はァ』と笑うような、不キンシンな声をだしてしまった」後、「それを言ってくださればよかったのに。私なら、太宰さん殺しませんよ」と答えた。すると井伏は「だから、住所知らしたじゃありませんか」と言った。

## 著書
- 『子どもの読書の導きかた』（国土社） 1960
- 『子どもの図書館』（岩波新書） 1965
- 『児童文学の旅』（岩波書店） 1981
- 『幻の朱い実』（岩波書店） 1994
- 「石井桃子集」全7巻（岩波書店） 1998 - 1999
  1. 『ノンちゃん雲に乗る / 三月ひなのつき』
  2. 『山のトムさん / ふしぎなたいこ』
  3. 『迷子の天使』
  4. 『幼ものがたり』
  5. 『新編 子どもの図書館』
  6. 『児童文学の旅』
  7. 『エッセイ集』
- 「石井桃子コレクション」全5巻（岩波現代文庫） 2015
  1. 『幻の朱い実』（上）
  2. 『幻の朱い実』（下）
  3. 『新編 子どもの図書館』
  4. 『児童文学の旅』
  5. 『エッセイ集』
- 『家と庭と犬とねこ』（河出書房新社） 2013.5、河出文庫 2018.2 - 随筆集
- 『みがけば光る』（河出書房新社） 2013.9、河出文庫 2018.3 -随筆集
- 『プーと私』（河出書房新社） 2014.1、河出文庫 2018.4 - 随筆集
- 『新しいおとな』（河出書房新社） 2014.3、河出文庫 2018.5 - 随筆集
- 『においのカゴ 石井桃子創作集』（河出書房新社） 2014.11
- 『子どもに歯ごたえのある本を 石井桃子談話集』（河出書房新社） 2015.12
- 『子どもが本をひらくとき 石井桃子講演録』（ブックグローブ社） 2017.4

### 児童文学
- 『ノンちゃん雲に乗る』（光文社） 1951
- 『山のトムさん』（光文社） 1957、のち岩波少年文庫
- 『迷子の天使』（光文社） 1959
- 『三月ひなのつき』（福音館書店） 1963
- 『幼ものがたり』（福音館書店） 1981、のち文庫
- 『べんけいとおとみさん』（福音館書店） 1985

### 絵本
- 『やまのこどもたち』（深沢紅子絵、岩波書店） 1956
- 『やまのたけちゃん』（深沢紅子絵、岩波書店） 1959
- 『いぬとにわとり』（堀内誠一絵、福音館書店） 1960.10.1(初版)
- 『くいしんぼうのはなこさん』（中谷千代子絵、福音館書店） 1965
- 『ことらちゃんの冒険』（深沢紅子絵、婦人之友社） 1971

## 主な訳書
- 『児童文学論』（リリアン・H・スミス、瀬田貞二, 渡辺茂男共訳、岩波書店） 1964
- 『子どもと本の世界に生きて 一児童図書館員のあゆんだ道』(アイリーン・コルウェル、福音館書店） 1968
- 『今からでは遅すぎる ミルン自伝』(A・A・ミルン、岩波書店） 2003

### 児童文学
- 『プー横丁にたった家』（アラン・アレグザンダー・ミルン、岩波書店） 1942、のち岩波少年文庫
- 『ティモジーの靴』（J・H・ユウイング、中央公論社） 1948
- 『ヒキガエルの冒険』（ケネス・グレアム、英宝社） 1950、のち改題『たのしい川べ』（岩波少年文庫）
- 『 熊のプーさん』（A・A・ミルン、英宝社） 1950、のち岩波少年文庫
- 『小さい牛追ひ』（マリー・ハムズン、岩波少年文庫） 1950
- 『牛追いの冬』（ハムズン、岩波少年文庫） 1951
- 『トム・ソーヤーの冒険』（マーク・トウェイン、岩波少年文庫） 1952
- 『ハンス・ブリンカー 銀のスケート』（M・M・ドッジ、岩波少年文庫） 1952
- 『とぶ船』（H・リュイス、岩波少年文庫） 1953
- 『イギリス童話集』（あかね書房） 1954
- 『ふくろ小路一番地』（イーヴ・ガーネット、岩波少年文庫） 1957
- 『ピーター・パンとウェンディ』（J・M・バリー、岩波書店） 1957
- 『白い象の秘密』（エラリイ・クウィーン、早川書房） 1958、のち文庫
- 『黒い小人』（ジョゼフ・ジェイコブス、麦書房） 1958
- 『ムギと王さま』（エリナー・ファージョン、岩波少年文庫） 1959
- 『砂の妖精』（イディス・ネスビット、あかね書房） 1959、のち角川文庫
- 『まぼろしの白馬』（エリザベス・グージ、あかね書房） 1964、のち岩波少年文庫
- 『木馬のぼうけん旅行』（アーシュラ・ウィリアムズ、福音館書店） 1964
- 『ゆかいなホーマーくん』（ロバート・マックロスキー、岩波ものがたりの本） 1965、のち岩波少年文庫
- 『チム・ラビットのおともだち』（アリソン・アトリー、童心社） 1967
- 『ガラスのくつ』（エリナー・ファージョン、講談社） 1968
- 『燃えるアッシュ・ロード』（アイバン・サウスオール、子ども文庫の会） 1968
- 「エリナー・ファージョン作品集」全7巻（エリナー・ファージョン、岩波書店）、のち岩波少年文庫
  1. 『年とったばあやのお話かご』
  2. 『イタリアののぞきめがね』
  3. 『ムギと王さま』
  4. 『リンゴ畑のマーティン・ピピン』
  5. 『ヒナギク野のマーティン・ピピン』
  6. 『銀のシギ』
  7. 『ガラスのくつ』
- 『すえっ子Oちゃん』（エディト・ウンネルスタード、下村隆一共訳、学習研究社） 1971
- 『夜中出あるくものたち』（ジョン・メイスフィールド、評論社） 1973
- 『喜びの箱』（ジョン・メイスフィールド、評論社） 1975
- 『サリーのこけももつみ』（ロバート・マックロスキー、岩波書店） 1976
- 『ねずみ女房』（ルーマー・ゴッデン、福音館書店） 1977
- 『クマのプーさんと魔法の森』（クリストファー・ミルン、岩波書店） 1977
- 『こぎつねルーファスのぼうけん』（アリソン・アトリー、岩波書店） 1979
- 『イギリスとアイルランドの昔話』（福音館書店） 1981
- 『魔法使いのチョコレート・ケーキ』（マーガレット・マーヒー、福音館書店） 1984
- 『氷の花たば』（アリソン・アトリー、中川李枝子共訳、岩波少年文庫） 1996
- 『西風のくれた鍵』（アリソン・アトリー、中川李枝子共訳、岩波少年文庫） 1996
- 『天国を出ていく』（ファージョン、岩波書店） 2001
- 『エルシー・ピドック、ゆめでなわとびをする』（ファージョン、岩波書店） 2004

### 絵本
- 『スザンナのお人形 / ビロードうさぎ』（マージェリー・ビアンコ・ウィリアムズ、岩波書店、岩波の子どもの本）1953、のち改版（童話館出版） 2002
- 『百まいのきもの』（エレノア・エスティーズ、岩波書店、岩波の子どもの本） 1954、のち改題『百まいのドレス』 2006
- 『どうぶつのこどもたち』（サムイル・マルシャーク、岩波書店、岩波の子どもの本） 1954
- 『海のおばけオーリー』（マリー・ホール・エッツ、岩波書店、岩波の子どもの本） 1954
- 『ちいさいおうち』（バージニア・リー・バートン、岩波書店、岩波の子どもの本） 1965
- 『こすずめのぼうけん』（ルース・エインズワース、福音館書店） 1977
- 『ひゃくまんびきのねこ』（ワンダ・ガァグ、麦書房） 1959
- 『シナの五にんきょうだい』（クレール・H・ビショップ、福音館書店） 1961
- 『はたらきもののじょせつしゃけいてぃー』（バージニア・リー・バートン、福音館書店） 1962
- 『おやすみなさいのほん』（マーガレット・ワイズ・ブラウン、福音館書店） 1962
- 『カラスだんなのおよめとり』（チャールズ・ギラム、岩波書店） 1963
- 『せいめいのれきし』（バージニア・リー・バートン、岩波書店） 1964
- 「うさこちゃん」シリーズ
  - 『ちいさなうさこちゃん』（ディック・ブルーナ、福音館書店、子どもがはじめてであう絵本） 1964 その他多数
- 『きんいろのしか インド・パキスタンの昔話』（ジャラール・アーメド、福音館書店） 1968
- 「ピーターラビット」シリーズ
  - 『ピーターラビットのおはなし』『ベンジャミンバニーのおはなし』その他（ビアトリクス・ポター、福音館書店、ピーターラビットの絵本） 1971
- 『まどそうじやのぞうのウンフ』（アン・ホープ、福音館書店） 1979
- 『あくたれラルフ』（ジャック・ガントス、福音館書店） 1982
- 『野うさぎのフルー』（リダ・フォシェ、童話館出版） 2002
- 『根っこのこどもたち目をさます』（ジビレ・フォン・オルファース、童話館出版） 2003

## 共著
- 『子どもと文学』（瀬田貞二, 鈴木晋一, 松居直, いぬいとみこ, 渡辺茂男共著、福音館書店） 1967

## 共編著
- 『雨の日文庫 1』（阿部知二, 宮原誠一, 八杉竜一, 国分一太郎, 小田切秀雄, 佐々木基一、むぎ書房） 1966　ISBN 4-8384-0045-4

## 受賞歴
- 1951年、第1回芸術選奨文部大臣賞『ノンちゃん雲に乗る』
- 1953年、菊池寛賞受賞
- 1984年、第1回子ども文庫功労賞
- 1993年、日本芸術院賞
- 1995年、読売文学賞『幻の朱い実』
- 2007年、朝日賞

## 関連書籍
- 『かつら文庫の50年』（東京子ども図書館） 2008.10
- 『石井桃子の翻訳はなぜ子どもをひきつけるのか 「声を訳す」文体の秘密』（竹内美紀、ミネルヴァ書房） 2014.4
- 『石井桃子のことば』（中川李枝子, 松居直, 松岡享子, 若菜晃子ほか、新潮社、とんぼの本） 2014.5）
- 『ひみつの王国 評伝 石井桃子』（尾崎真理子、新潮社） 2014.6、のち新潮文庫 2018.3
- 『石井桃子 児童文学の発展に貢献した文学者』（筑摩書房、ちくま評伝シリーズ〈ポルトレ〉） 2016.1
- 『石井桃子 子どもたちに本を読む喜びを』 （竹内美紀、あかね書房） 2018.4
- 『石井桃子 in 浦和』（石井桃子の会） 2019.3